# Duża ryba
Duża ryba (ang. Big Fish) – amerykański film fabularny z 2003 roku w reżyserii Tima Burtona.
Scenariusz napisał John August na podstawie powieści Daniela Wallace'a. Film jest ekranizacją powieści Daniela Wallace'a Big Fish: A Novel of Mythic Proportions.
Wspaniała kreacja Alberta Finneya 5-krotnie nominowanego do Oscara dla Najlepszego Aktora i dla Najlepszego Aktora Drugoplanowego. Postać grana przez niego zachwyca swoich słuchaczy nieprawdopodobnymi opowieściami, pełnymi elementów baśniowych i mitycznych, w których prawda miesza się z fikcją.

## Fabuła
Film opowiada historię młodego mężczyzny, Williama Blooma, który przed śmiercią swojego ojca Edwarda stara się dowiedzieć więcej na temat jego młodości. Z krótkich historii opowiedzianych przez rodzica oraz plotek zasłyszanych w okolicy próbuje stworzyć biografię ojca, która pełna jest baśniowych i mitycznych zdarzeń. Zbierając razem te wszystkie opowieści, zaczyna rozumieć wielkie wyczyny i niepowodzenia ojca.